# Angie Stone
Angie Stone (Columbia, Carolina del Sud; 18 de desembre de 1961 - Montgomery, Alabama; 1 de març de 2025) va ser una cantant estatunidenca de R&B, soul i neo soul, alhora de teclista, actriu i prolífica compositora.
Stone era nativa de Columbia, Carolina del Sud i des de nena cantava com una de les veus principals en el cor gòspel de la "First Nazareth Baptist Church". El seu pare era membre d'un quartet local de gòspel i va iniciar la seva filla a la música portant-la a actuacions de The Singing Angels i The Gospel Keynotes. En la seva joventut va escriure poesia i va triomfar en una altra de les seves grans aficions, el bàsquet. En la seva infantesa intentava estalviar per fer les seves pròpies gravacions en un estudi local anomenat PAW.
Va formar el trio de rap The Sequence costat de Gwendolyn Chisolm i Cheryl Cook. Van signar pel segell Sugarhill i van collir èxits menors com el remake d'un tema de Parliament, "Funk You Up", o el single "I Do not Need Your Love (Part One)". Després de treballar amb Matronix i Lenny Kravitz va formar el trio Vertical Hold. Després del seu debut en Arista va editar Mahogany Soul el 2001, acompanyat de l'èxit "Brotha". El 2003 va crear el seu disc més reeixit, Stone Love, amb el qual després de més de quinze anys de carrera dins de la música urban, es va consolidar com una de les grans progressistes dins el neo soul.
Va morir en un accident de trànsit, quan la furgoneta en la que viatjava amb la seva banda va ser embestida per un camió.